# Osdorfer Born

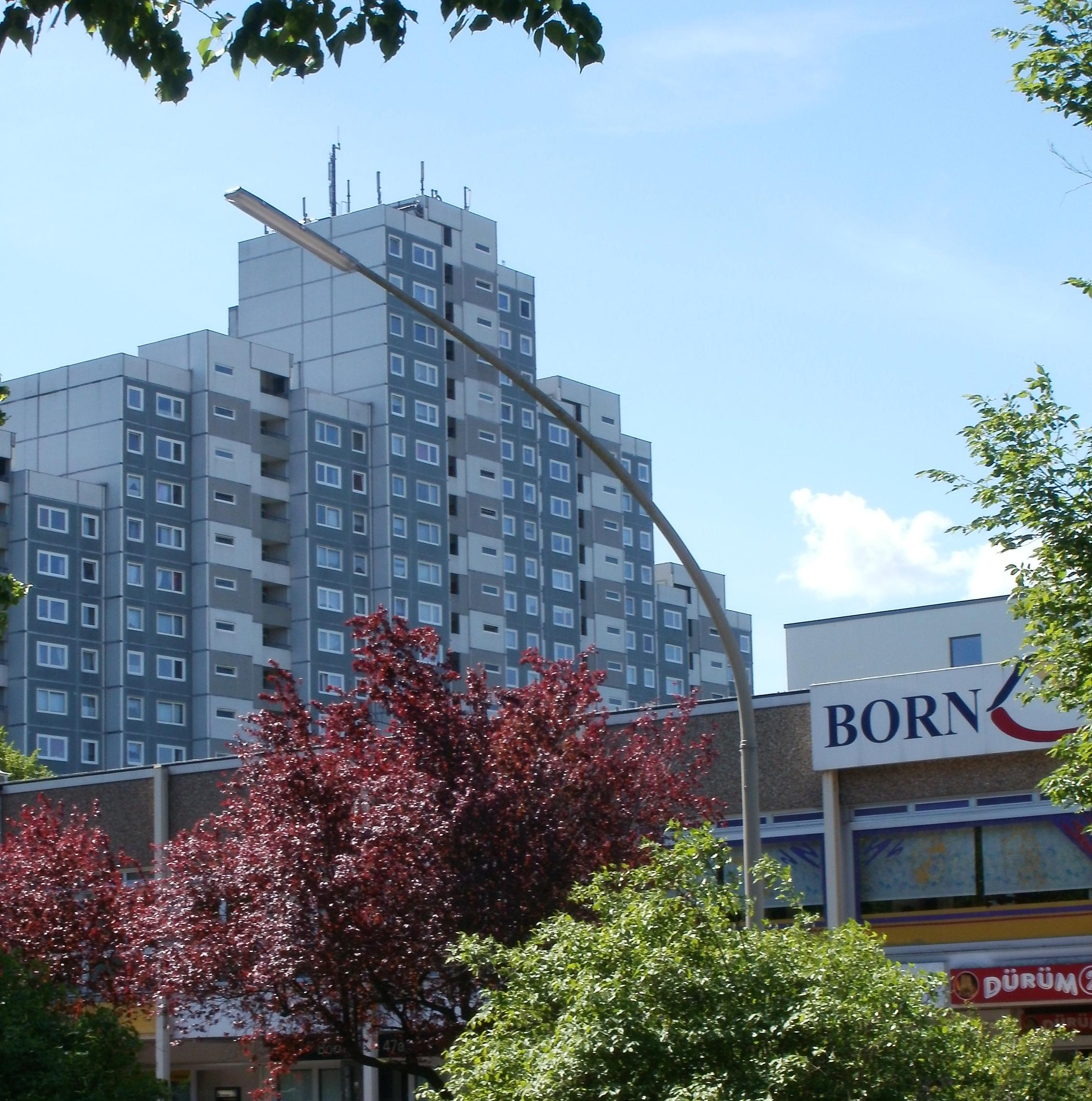
Osdorfer Born (2011).

Osdorfer Born är ett bostadsområde i stadsdelarna Osdorf och Lurup i Hamburg-Altona. 
Området började planeras 1960 och byggdes till största delen 1967-1972. Det är det första av Hamburgs tre stora bostadsområden (Großsiedlungen) som byggdes under 1960- och 1970-talen. De övriga är Steilshoop och Mümmelmannsberg. Centrum i området bildar köpcentret Born-Center. 15 000 människor är bosatta där. 